# Sint (film)

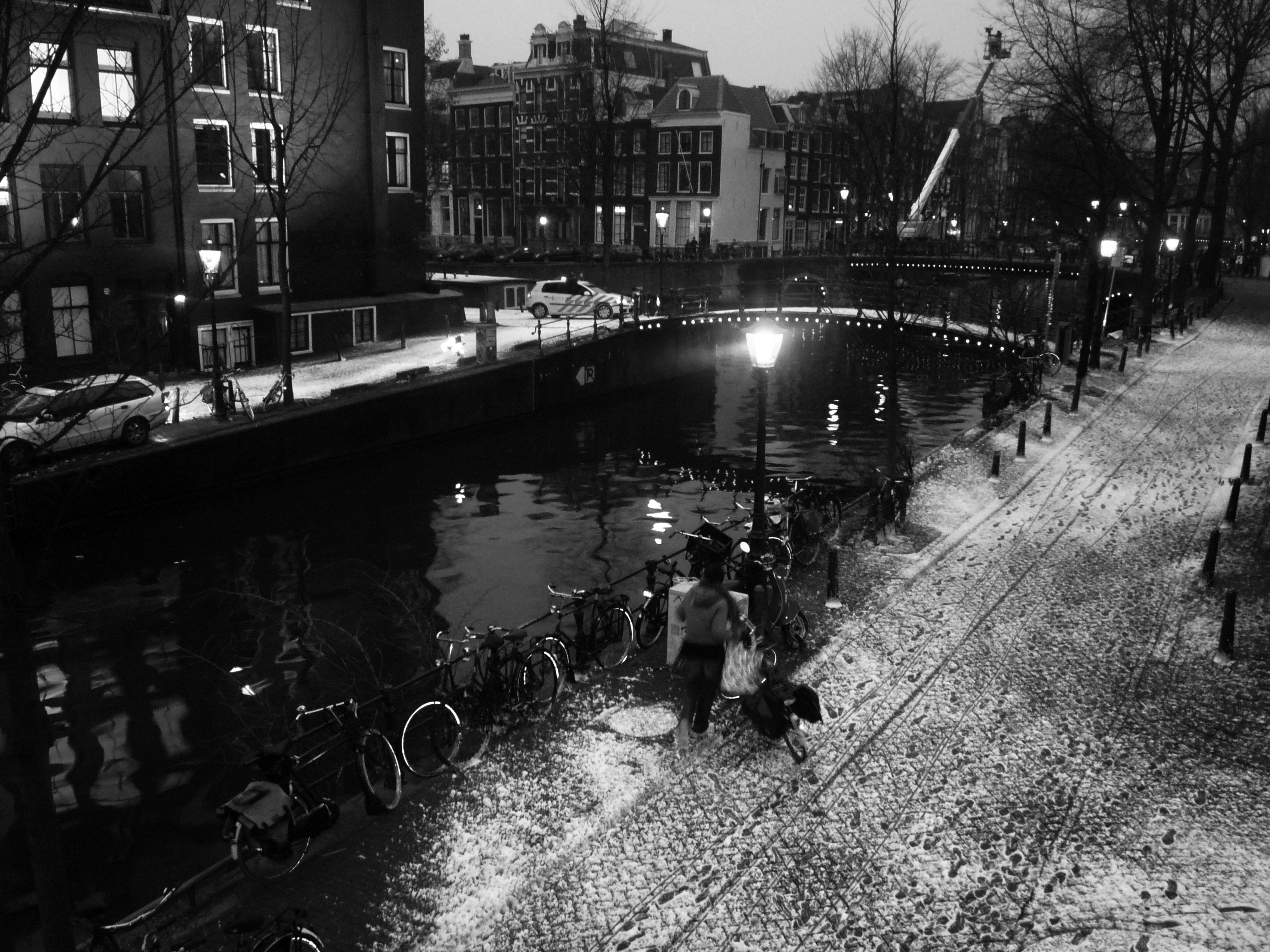
Opname op de hoek van de Brouwersgracht en de Herengracht februari 2010. Hier werd de scène opgenomen waarbij een agent vanuit de auto schiet.

Sint is een Nederlandse horrorfilm uit 2010 onder regie van Dick Maas. Het verhaal is een fictieve horrorvariant op de geschiedenis achter het sinterklaasfeest. 
De film ging zowel in Nederland als in België op 11 november 2010 in première. De verkoop van meer dan 100.000 bioscoopkaartjes leverde de productie een Gouden Film op.

## Verhaal
In de 15e eeuw trekt St. Niklas, een in ongenade gevallen bisschop, met een bende rovers plunderend en moordend door de straten van Nederland. Wanneer hij eraan komt, roepen de dorpsmensen hun families naar binnen en barricaderen ze hun huizen. De knechten van Niklas trappen de gesloten deuren niettemin in en klimmen ook via de schoorstenen naar binnen.  Nadat Niklas op 5 december 1492 weer nietsontziend heeft toegeslagen, besluiten de dorpelingen om terug te slaan. Zodra Niklas en zijn trawanten zich in hun boot bevinden, steekt de woedende menigte die in brand. De bisschop en zijn handlangers komen om in de vlammen.
In het jaar 2010 is bijna niemand meer op de hoogte van de geschiedenis van Niklas (nu bekend als Sinterklaas) en zijn misdaden. Tijdens het traditionele jaarlijkse kinderfeest vereert heel Nederland deze bisschop en zijn roversbende (Zwarte Pieten) juist als kindervrienden. De Katholieke Kerk in Nederland wil dit graag zo houden. Wat ook uit alle macht geheim wordt gehouden is dat Niklas in elk jaar waarin 5 december samenvalt met een volle maan uit de dood herrijst om zich met zijn bende te wreken voor hun verbranding. Dit gebeurde in 1968 voor het laatst. Er vielen honderden doden, maar dat Niklas erachter zat werd nooit bekend. Degenen die de verhalen over de herrijzende Niklas wel kennen, denken dat het om een sprookje gaat. Politieagent Goert was er in 1968 niettemin als kind getuige van hoe Niklas en zijn mannen zijn hele familie uitmoordden. Hij heeft een uitgebreid rapport over de zaak geschreven en wijst zijn chef erop dat de geschiedenis op het punt staat zich te herhalen. De aankomende sinterklaasavond valt namelijk voor het eerst in 42 jaar weer samen met een volle maan. Goert wordt echter op verlof gestuurd.
Frank gaat op 5 december verkleed als Sinterklaas op weg naar een feest om op te treden, samen met twee als Zwarte Pieten verklede vrienden. Wanneer ze hun auto even stilzetten, komt hij er op gruwelijke wijze achter dat de verhalen over de herrijzende Niklas op waarheid berusten. De verminkte ondode Sint en zijn zwartgeblakerde trawanten hakken Franks vrienden aan stukken en hijzelf ontkomt maar ternauwernood. De politie gelooft zijn verhaal echter niet en verdenkt hem juist van de moorden, zowel die op zijn vrienden als die op zijn in haar eigen huis dood aangetroffen ex-vriendin Sophie. Zij maakte het die morgen uit met hem door middel van een sinterklaasgedicht dat Frank zelf ten overstaan van hun hele klas moest voorlezen. Naast gelegenheid had hij dus ook een motief.
Frank zit achter in een politieauto wanneer de twee agenten voorin ineens Niklas te paard over de daken zien rijden. Aan het einde van een woeste achtervolging, schiet een van de politiemannen Niklas' schimmel neer. Het paard valt daardoor van het dak en belandt op de politiewagen. Hierbij plet het dier de agenten. Frank kruipt ongedeerd naar buiten, maar komt daar oog in oog met Niklas en diens opgekrabbelde, weer volledig herstelde paard. Frank wordt gered doordat de plotseling opduikende Goert Sint weet te verjagen met een vlammenwerper. Goert weet dat Niklas en zijn bende immuun zijn voor kogels, maar niet voor vuur.
Goert heeft een bootje volgeladen met explosieven om de schoener van Niklas om middernacht, wanneer de Sint en zijn knechten erop zitten, aan te vallen. Frank eist als tegenprestatie voor het repareren van de motor dat hij mee mag. Goert vertelt Frank onderweg alles over Niklas: de mythe over een bisschop genaamd Nicolaas van Myra die in de 4e eeuw zou hebben geleefd, maar in werkelijkheid nooit heeft bestaan, wordt door de Kerk hooggehouden in de vorm van het sinterklaasfeest. Ook de stoomboot is een verzinsel: de traditie van het schoenen zetten hangt samen met de schoener van Niklas. Onderweg worden ze aangehouden door een politieboot, die de explosieven op het bootje aantreft. Dan zien de agenten de boot van Niklas op de radar en varen erheen. Bij een aanval van de bende komen Frank en Goert vrij. Goert raakt wel zwaargewond, maar had toch al een zelfmoordaanval gepland en wil die alsnog uitvoeren. Frank weerhoudt hem daarvan en volgt Goerts aanwijzingen op om de ontsteking van de explosieven te installeren. Terwijl het tijdmechanisme afloopt en het moment van ontploffing nadert, verschijnen er opnieuw agenten die Frank willen arresteren. Goert leidt net lang genoeg hun aandacht af om Frank in staat te stellen het bootje met de explosieven op de schoener af te sturen. Het schip ontploft. Dit is tevens Goerts laatste daad; hij overlijdt aan zijn verwondingen.
De politie constateert zelf ook dat Niklas en zijn mannen de moordenaars zijn. Frank krijgt in besloten kring de eer die hem voor zijn daden toekomt. Hem wordt niettemin nadrukkelijk verzocht de ware toedracht van de gebeurtenissen niet naar buiten te brengen. Het feit dat Niklas en zijn bende achter de moorden zat, wordt weer in de doofpot gestopt. Kranten en journaals berichten wel over de sterfgevallen maar geven bizarre ongevallen op als de oorzaken. Terwijl Frank in een ziekenhuisbed ligt te herstellen wordt hij door zijn klasgenoot Lisa opgezocht en verleid. Frank vertelt Lisa dat hij haar ooit nog weleens zal vertellen wat er echt is gebeurd, of dat ze het anders zelf wel zal merken als het weer volle maan is op 5 december 2033.

## Rolverdeling
Hoofdrollen
- Huub Stapel - St. Niklas
- Egbert-Jan Weeber - Frank
- Caro Lenssen - Lisa
- Bert Luppes - Goert Hoekstra
- Jaap Spijkers - Politiechef
- Ben Ramakers - Van Dijk
- Escha Tanihatu - Sophie

Bijrollen
- Cynthia Abma - Moeder van Lisa
- Barbara Sarafian - Moeder van Frank
- Joey van der Velden - Hanco
- Jim Deddes - Sander
- Madelief Blanken - Natasha
- Julian Maas - Timmie
- Peter Bolhuis - Waterpolitieman 1
- Casper Gimbrère - Waterpolitieman 2
- Geert Lageveen - Waterpolitieman 3
- Kees Boot - Rechercheur 1
- Bob Schwarze - Rechercheur 2
- Frederik Brom - Politieman 1
- Sjoerd Dragtsma - Politieman 2
- Jörgen Scholtens - Politieman 3
- Hein van der Heijden - Bewaker ziekenhuis
- Lien Van de Kelder - Verpleegster
- Wil van der Meer - Leraar
- Fred Goessens - Barman
- Rene van Asten - Burgemeester Amsterdam
- Huug van Tienhoven - Dorpshoofd
- Niels van den Berg - Goert als kind
- Rinus van de Giessen - Goerts vader
- Levi Meijer - Goerts broertje
- Chrissy Meijer - Goerts zusje 1
- Noa Roest - Goerts zusje 2
- Esther de Koning - Goerts moeder
- Jens Koopman - Dief

## Trivia
- De film leidde voor de première al tot enige beroering, vooral vanwege de filmposter. De film zelf is niet toegankelijk voor kinderen, maar ouderorganisatie Ouders & Coo pleitte ervoor dat de poster niet op straat of in de hal van een bioscoop te zien mocht zijn. Ook collega-regisseur Johan Nijenhuis maakte in de media uitgebreid bezwaar.[2] Op de poster staat namelijk Sinterklaas afgebeeld met een monsterlijk gezicht, wat schadelijk gevonden werd voor kleine kinderen. De rechter oordeelde echter dat de poster mocht blijven omdat de poster zo donker is dat het gezicht niet goed te zien is.[3][4][5]
- In de Italiaanse stad Bari, waar Sint Nicolaas in de basiliek begraven ligt, leidde de film tot verontwaardiging.[6]
- In de film worden beelden gebruikt van de door Dick Maas geschreven Flodder-aflevering Heerlijk avondje. Hierin zijn Coen van Vrijberghe de Coningh en Stefan de Walle te zien als Zwarte Piet en Lou Landré als Sinterklaas. Van Vrijberghe de Coningh nam voor de tv-serie de rol van Johnnie Flodder over van Huub Stapel, die de rol vertolkte in de eerste films (die net als Sint geregisseerd werden door Maas).
- De veelbesproken filmposter van Sint werd op 4 januari 2011 in de Amsterdamse bioscoop Pathé City bekroond met de TV Krant Filmposter Award. Regisseur Maas nam zelf de prijs in ontvangst. Er werden 58.367 stemmen uitgebracht tijdens deze verkiezing van de mooiste poster van 2010. Daarvan was bijna 10% voor de poster van Sint.
- De flashbackscène in de film, die zich moet afspelen in 1492, werd opgenomen in het middeleeuwse gedeelte van het Archeon.[7]
- Enkele delen van de dakscène, waarin Niklas’ paard in volle galop tussen de schoorstenen door raast, werden opgenomen in de Universiteitskliniek voor Paarden van de faculteit Diergeneeskunde van de Universiteit Utrecht met een loopband voor bewegingsonderzoek bij sportpaarden.